# Hypoxystis
Hypoxystis is een geslacht van vlinders van de familie spanners (Geometridae), uit de onderfamilie Ennominae.

## Soorten
- H. kozhantschikovi Djakonov, 1924
- H. mandli Schawerda, 1924
- H. pluviaria (Fabricius, 1775)
- H. pulcheraria Herz, 1905